# José Adrián Marrero
José Adrián Marrero Berrocal (Cartago, 22 de enero de 1986) es un futbolista costarricense

## Trayectoria

### Clubes
| Club            | País       | Año         |
| --------------- | ---------- | ----------- |
| CS Cartaginés   | Costa Rica | 2006 - 2009 |
| Brujas FC       | Costa Rica | 2009 - 2010 |
| Orión FC        | Costa Rica | 2011        |
| Jacó Rays FC    | Costa Rica | 2011        |
| Orión FC        | Costa Rica | 2012        |
| AD Carmelita    | Costa Rica | 2012 - 2015 |
| CS Cartaginés   | Costa Rica | 2015 - 2016 |
| AD Carmelita    | Costa Rica | 2016 - 2018 |
| Jicaral Sercoba | Costa Rica | 2018 - 2019 |